# Heavy Rotation (singel)
„Heavy Rotation” (jap. ヘビーローテーション Hebī Rōtēshon) – siedemnasty singel japońskiego zespołu AKB48, wydany w Japonii 18 sierpnia 2010 roku przez You! Be Cool.
Singel został wydany w trzech edycjach: dwóch regularnych (Type A, Type B) oraz „teatralnej” (CD). Osiągnął 1 pozycję w rankingu Oricon i pozostał na liście przez 123 tygodnie, sprzedał się w nakładzie 881 519 egzemplarzy. Singel zdobył status potrójnej platynowej płyty.

## Lista utworów
Wszystkie utwory zostały napisane przez Yasushiego Akimoto.

### Type A
| CD  | | | |      |
| Nr  | Tytuł                                                                                               | Kompozycja                                                                                          | Aranżacja                                                                                           | Czas |
| 1.  | „Heavy Rotation” (jap. ヘビーローテーション)                                                        | Yō Yamazaki                                                                                         | Yūsuke Tanaka                                                                                       | 4:41 |
| 2.  | „Namida no Sea-Saw Game” (jap. 涙のシーソーゲーム) (Under Girls ver.)                               | Toshiaki Matsumoto                                                                                  | Ryōsuke Nakanishi                                                                                   | 4:43 |
| 3.  | „Yasai Sisters” (jap. 野菜シスターズ)                                                               | Takao Yoshino                                                                                       | Seiji Mutō                                                                                          | 3:34 |
| 4.  | „Heavy Rotation” (jap. ヘビーローテーション) (off vocal ver.)                                       | Yō Yamazaki                                                                                         | Yūsuke Tanaka                                                                                       | 4:40 |
| 5.  | „Namida no Sea-Saw Game” (jap. 涙のシーソーゲーム) (off vocal ver.)                                 | Toshiaki Matsumoto                                                                                  | Ryōsuke Nakanishi                                                                                   | 4:43 |
| 6.  | „Yasai Sisters” (jap. 野菜シスターズ) (off vocal ver.)                                              | Takao Yoshino                                                                                       | Seiji Mutō                                                                                          | 3:35 |
| DVD | | | |      |
| Nr  | Tytuł                                                                                               | Tytuł                                                                                               | Tytuł                                                                                               | Czas |
| 1.  | „Heavy Rotation” (jap. ヘビーローテーション) (Music Clip)                                           | „Heavy Rotation” (jap. ヘビーローテーション) (Music Clip)                                           | „Heavy Rotation” (jap. ヘビーローテーション) (Music Clip)                                           |      |
| 2.  | „Namida no Sea-Saw Game” (jap. 涙のシーソーゲーム) (Music Clip)                                     | „Namida no Sea-Saw Game” (jap. 涙のシーソーゲーム) (Music Clip)                                     | „Namida no Sea-Saw Game” (jap. 涙のシーソーゲーム) (Music Clip)                                     |      |
| 3.  | „Yasai Sisters” (jap. 野菜シスターズ) (Music Clip)                                                  | „Yasai Sisters” (jap. 野菜シスターズ) (Music Clip)                                                  | „Yasai Sisters” (jap. 野菜シスターズ) (Music Clip)                                                  |      |
| 4.  | „Dai 2-kai AKB 48 sō senkyo Document eizō (zenpen)” (jap. 第2回 AKB48総選挙 ドキュメント映像(前編)) | „Dai 2-kai AKB 48 sō senkyo Document eizō (zenpen)” (jap. 第2回 AKB48総選挙 ドキュメント映像(前編)) | „Dai 2-kai AKB 48 sō senkyo Document eizō (zenpen)” (jap. 第2回 AKB48総選挙 ドキュメント映像(前編)) |      |
| 5.  | „AKB48 cho no ura PV tcho „Heavy Rotation”” (jap. AKB48ちょの裏PVっちょ「ヘビーローテーション」)    | „AKB48 cho no ura PV tcho „Heavy Rotation”” (jap. AKB48ちょの裏PVっちょ「ヘビーローテーション」)    | „AKB48 cho no ura PV tcho „Heavy Rotation”” (jap. AKB48ちょの裏PVっちょ「ヘビーローテーション」)    |      |
| 6.  | „Issho ni koreichi! Eizō (Type-A ver.)” (jap. いっしょにこれイチ!映像(Type-A ver.))                 | „Issho ni koreichi! Eizō (Type-A ver.)” (jap. いっしょにこれイチ!映像(Type-A ver.))                 | „Issho ni koreichi! Eizō (Type-A ver.)” (jap. いっしょにこれイチ!映像(Type-A ver.))                 |      |

### Type B
| CD  | | | |      |
| Nr  | Tytuł                                                                                              | Kompozycja                                                                                         | Aranżacja                                                                                          | Czas |
| 1.  | „Heavy Rotation” (jap. ヘビーローテーション)                                                       | Yō Yamazaki                                                                                        | Yūsuke Tanaka                                                                                      | 4:41 |
| 2.  | „Namida no Sea-Saw Game” (jap. 涙のシーソーゲーム) (Under Girls ver.)                              | Toshiaki Matsumoto                                                                                 | Ryōsuke Nakanishi                                                                                  | 4:43 |
| 3.  | „Lucky Seven” (jap. ラッキーセブン)                                                                | Keiji Tanabe                                                                                       | Yūichi "Masa" Nonaka                                                                               | 3:41 |
| 4.  | „Heavy Rotation” (jap. ヘビーローテーション) (off vocal ver.)                                      | Yō Yamazaki                                                                                        | Yūsuke Tanaka                                                                                      | 4:40 |
| 5.  | „Namida no Sea-Saw Game” (jap. 涙のシーソーゲーム) (off vocal ver.)                                | Toshiaki Matsumoto                                                                                 | Ryōsuke Nakanishi                                                                                  | 4:43 |
| 6.  | „Lucky Seven” (jap. ラッキーセブン) (off vocal ver.)                                               | Keiji Tanabe                                                                                       | Yūichi "Masa" Nonaka                                                                               | 3:43 |
| DVD | | | |      |
| Nr  | Tytuł                                                                                              | Tytuł                                                                                              | Tytuł                                                                                              | Czas |
| 1.  | „Heavy Rotation” (jap. ヘビーローテーション) (Music Clip)                                          | „Heavy Rotation” (jap. ヘビーローテーション) (Music Clip)                                          | „Heavy Rotation” (jap. ヘビーローテーション) (Music Clip)                                          |      |
| 2.  | „Namida no Sea-Saw Game” (jap. 涙のシーソーゲーム) (Music Clip)                                    | „Namida no Sea-Saw Game” (jap. 涙のシーソーゲーム) (Music Clip)                                    | „Namida no Sea-Saw Game” (jap. 涙のシーソーゲーム) (Music Clip)                                    |      |
| 3.  | „Lucky Seven” (jap. ラッキーセブン) (Music Clip)                                                   | „Lucky Seven” (jap. ラッキーセブン) (Music Clip)                                                   | „Lucky Seven” (jap. ラッキーセブン) (Music Clip)                                                   |      |
| 4.  | „Dai 2-kai AKB 48 sō senkyo Document eizō (kōhen)” (jap. 第2回 AKB48総選挙 ドキュメント映像(後編)) | „Dai 2-kai AKB 48 sō senkyo Document eizō (kōhen)” (jap. 第2回 AKB48総選挙 ドキュメント映像(後編)) | „Dai 2-kai AKB 48 sō senkyo Document eizō (kōhen)” (jap. 第2回 AKB48総選挙 ドキュメント映像(後編)) |      |
| 5.  | „AKB48 cho no Short Con cho 7 renpatsu!” (jap. AKB48ちょのショートコンちょ7連発!)                  | „AKB48 cho no Short Con cho 7 renpatsu!” (jap. AKB48ちょのショートコンちょ7連発!)                  | „AKB48 cho no Short Con cho 7 renpatsu!” (jap. AKB48ちょのショートコンちょ7連発!)                  |      |
| 6.  | „Issho ni koreichi! Eizō (Type-B ver.)” (jap. いっしょにこれイチ!映像(Type-B ver.))                | „Issho ni koreichi! Eizō (Type-B ver.)” (jap. いっしょにこれイチ!映像(Type-B ver.))                | „Issho ni koreichi! Eizō (Type-B ver.)” (jap. いっしょにこれイチ!映像(Type-B ver.))                |      |

### Wer. teatralna
| CD |                                                                       |                    |                      |      |
| Nr | Tytuł                                                                 | Kompozycja         | Aranżacja            | Czas |
| 1. | „Heavy Rotation” (jap. ヘビーローテーション)                          | Yō Yamazaki        | Yūsuke Tanaka        | 4:41 |
| 2. | „Namida no Sea-Saw Game” (jap. 涙のシーソーゲーム) (Under Girls ver.) | Toshiaki Matsumoto | Ryōsuke Nakanishi    | 4:43 |
| 3. | „Yasai Sisters” (jap. 野菜シスターズ)                                 | Takao Yoshino      | Seiji Mutō           | 3:34 |
| 4. | „Lucky Seven” (jap. ラッキーセブン)                                   | Keiji Tanabe       | Yūichi "Masa" Nonaka | 3:40 |

## Skład zespołu
Członkinie, które wzięły udział w nagraniu singla, zostały wybrane w drodze głosowania:
| „Heavy Rotation” |
| --- |
| - Team A: Atsuko Maeda (2.), Mariko Shinoda (3.), Minami Takahashi (6.), Haruna Kojima (7.), Aki Takajō (13.), Rino Sashihara (19.), Haruka Nakagawa (20.). - Team K: Yūko Ōshima (środek, 1.), Tomomi Itano (4.), Sae Miyazawa (9.), Minami Minegishi (14.), Erena Ono (15.), Sayaka Akimoto (17.). - Team B: Mayu Watanabe (5.), Yuki Kashiwagi (8.), Tomomi Kasai (12.), Rie Kitahara (16.), Amina Satō (18.), Miho Miyazaki (21.). - Team S: Jurina Matsui (10.), Rena Matsui (11.). |

| „Namida no Sea-Saw Game” |
| --- |
| - Team A: Aika Ōta (środek, 22.), Asuka Kuramochi (23.), Haruka Katayama(37.), Natsumi Matsubara (39.). - Team K: Moeno Nitō (29.), Ayaka Umeda (32.), Reina Fujie (33.), Rumi Yonezawa (34.). - Team B: Yuka Masuda (25.), Natsumi Hirajima (26.), Haruka Ishida (27.), Mika Komori (30.), Sumire Satō (31.). - Kenkyūsei: Haruka Shimazaki (28.), Suzuran Yamauchi (36.). - Team S: Masana Ōya (24.), Kumi Yagami (38.). - Team KII: Akane Takayanagi (35.). |

| „Yasai Sisters” |
| --- |
| - Team A: Atsuko Maeda (środek), Haruna Kojima, Asuka Kuramochi, Ami Maeda, Aika Ōta, Rino Sashihara, Mariko Shinoda, Minami Takahashi, Aki Takajō. - Team K: Sayaka Akimoto, Tomomi Itano, Minami Minegishi, Sae Miyazawa, Moeno Nitō, Erena Ono, Yūko Ōshima. - Team B: Haruka Ishida, Tomomi Kasai, Yuki Kashiwagi, Rie Kitahara, Mika Komori, Miho Miyazaki, Sumire Satō, Mayu Watanabe. - Team S: Jurina Matsui, Rena Matsui. |

| „Lucky Seven” |
| --- |
| - Team A: Atsuko Maeda, Misaki Iwasa, Haruna Kojima, Rino Sashihara, Mariko Shinoda, Minami Takahashi, Aki Takajō. - Team K: Sayaka Akimoto, Tomomi Itano, Minami Minegishi, Sae Miyazawa, Yūko Ōshima. - Team B: Tomomi Kasai, Yuki Kashiwagi, Rie Kitahara, Mika Komori, Miho Miyazaki, Mayu Watanabe. |

## Notowania
| Lista                                      | Pozycja |
| ------------------------------------------ | ------- |
| Oricon Weekly Singles Chart                | 1       |
| Oricon Yearly Singles Chart                | 2       |
| Billboard Japan Hot 100                    | 1       |
| Billboard Japan Hot Singles Sales          | 1       |
| Billboard Japan Hot Top Airplay            | 1       |
| Billboard Japan Adult Contemporary Airplay | 5       |

## Wersja SNH48
Grupa SNH48 wydała własną wersję piosenki, zatytułowaną Heavy Rotation (chiń. 无尽旋转; pinyin Wújìn xuánzhuǎn), jako pierwszy minialbum. Ukazał się 13 czerwca 2013 roku w dwóch edycjach („Red” i „Blue”).

### Lista utworów
| CD  |                                         |                                  |                                  |      |
| Nr  | Tytuł                                   | Słowa                            | Oryginalna piosenka              | Czas |
| 1.  | „Wújìn xuánzhuǎn” (chn. 无尽旋转)       | Gu Rui, Gou Qing                 | „Heavy Rotation”                 | 4:47 |
| 2.  | „Jīliú zhī zhàn” (chn. 激流之战)        | Gu Rui, Gou Qing                 | „RIVER”                          | 4:48 |
| 3.  | „Huà zuò yīnghuā shù” (chn. 化作樱花树) | Gu Rui, Gou Qing                 | „Sakura no ki ni narō”           | 5:34 |
| 4.  | „Wújìn xuánzhuǎn” (off-vocal)           |                                  | „Heavy Rotation”                 | 4:47 |
| 5.  | „Jīliú zhī zhàn” (off-vocal)            |                                  | „RIVER”                          | 4:48 |
| 6.  | „Huà zuò yīnghuā shù” (off-vocal)       |                                  | „Sakura no ki ni narō”           | 5:34 |
| DVD |                                         |                                  |                                  |      |
| Nr  | Tytuł                                   | Tytuł                            | Tytuł                            | Czas |
| 1.  | „Wújìn xuánzhuǎn” (MV)                  | „Wújìn xuánzhuǎn” (MV)           | „Wújìn xuánzhuǎn” (MV)           |      |
| 2.  | „Jīliú zhī zhàn” (MV)                   | „Jīliú zhī zhàn” (MV)            | „Jīliú zhī zhàn” (MV)            |      |
| 3.  | „Huà zuò yīnghuā shù” (MV)              | „Huà zuò yīnghuā shù” (MV)       | „Huà zuò yīnghuā shù” (MV)       |      |
| 4.  | „March 31st handshake event BTS”        | „March 31st handshake event BTS” | „March 31st handshake event BTS” |      |

## Inne wersje
- Indonezyjska grupa JKT48, wydała własną wersję tytułowej piosenki na pierwszym albumie Heavy Rotation (2013) i piątym singlu Flying Get (2014). Wydała też własną wersję piosenki „Lucky Seven” na siódmym singlu Message on a Placard w 2014 roku.